# Hansa-Brandenburg W.12
 Hansa-Brandenburg W.12 byl německý dvoumístný, jednomotorový, dvouplošný, plovákový stíhací letoun z období první světové války.

## Vznik
Návrh na dvoumístný vodní stíhací letoun W.12 vypracoval na podzim roku 1916 Ernst Heinkel pro firmu Hansa-Brandenburg. Stalo se tak na popud německých pilotů vodních jednomístných stíhacích letadel, jako byly Hansa-Brandenburg KDW nebo Albatros W.IV, které začaly být prakticky bezbranné proti útokům daleko výkonnějších spojeneckých pozemních stíhacích letounů.
Prototyp poprvé vzlétl na začátku roku 1917 ze základny Warnemünde. Při prvním zkušebním letu se ukázalo, že těžiště je příliš vzadu a tak byla upravena poloha křídel. Vlastnosti letounu byly tak dobré, že byla objednána první série po šesti kusech, která byla dodána během října na základnu v Zeebrügge.
Sám prototyp byl zničen při přistání, když narazil na skryté skalisko.

## Popis konstrukce
Letoun byl jednopříhradový dvoumístný dvouplošník s dřevěnou kostrou. Křídla byla potažena plátnem a mezi sebou měla pouze základní vzpěry bez lankových výztuh, což umožňovalo pozorovateli střílet i v před směrem dolů. Trup, který se za křídlem mírně zvedal nahoru, byl potažen překližkou stejně jako plováky. Ty byly k trupu připojeny vzpěrami z ocelových trubek. Směrové kormidlo bylo umístěno směrem dolů a protažené pod trup. Vodorovná ocasní plocha ležela na hřbetu letadla, čímž se uvolnilo střelecké pole pozorovatele. Ten byl vybaven pohyblivým kulometem Parabellum LMG 14 ráže 7,92 mm. Pilot měl k dispozici synchronizovaný kulomet Spandau LMG 08/15 ráže 7,92 mm, což byla vzduchem chlazená varianta MG 08/15, umístěný na pravém boku.
První prototyp poháněl řadový vodou chlazený šestiválec Mercedes D.III o výkonu 118 kW (160 k) s chladičem před střední částí náběžné hrany horního křídla. Vrtule byla dřevěná dvoulistá.

## Vývoj
Další tři série, vyrobené od září 1917 do března 1918 v počtu 49 kusů, se od první lišily zaoblenými konci křídel a delším trupem. Poháněny byly řadovým šestiválcem Benz Bz.III o výkonu 110 kW (150 k) s chladičem umístěným před motorem. Výzbroj byla shodná s první sérií.
Následující série o počtu 30 kusů byla vyrobena od února do června 1918. Tyto stroje měly motory Benz Bz.III a dva pevné kulomety.
Poslední série o počtu 40 a 20 strojů byly opět vybaveny motorem Mercedes D.III s jedním pevným kulometem. Některé stroje pak byly vybaveny radiostanicí.

## Využití
Letouny se osvědčily jako vynikající zbraň proti vodním i pozemním cílům. Operovaly hlavně na pobřeží kolem základen Ostende a Zeebrügge. Velitel základny v Zeebrügge nadporučík Friedrich Christiansen dne 11. prosince 1917 sestřelil se svou W.12 britskou neztuženou pobřežní vzducholoď C-27.
Některé stroje byly nasazeny jako průzkumné, nejčastěji v britských pobřežních vodách.
V licenci byl W.12 vyráběn v Nizozemí pod označením Van Berkel WA.

## Specifikace

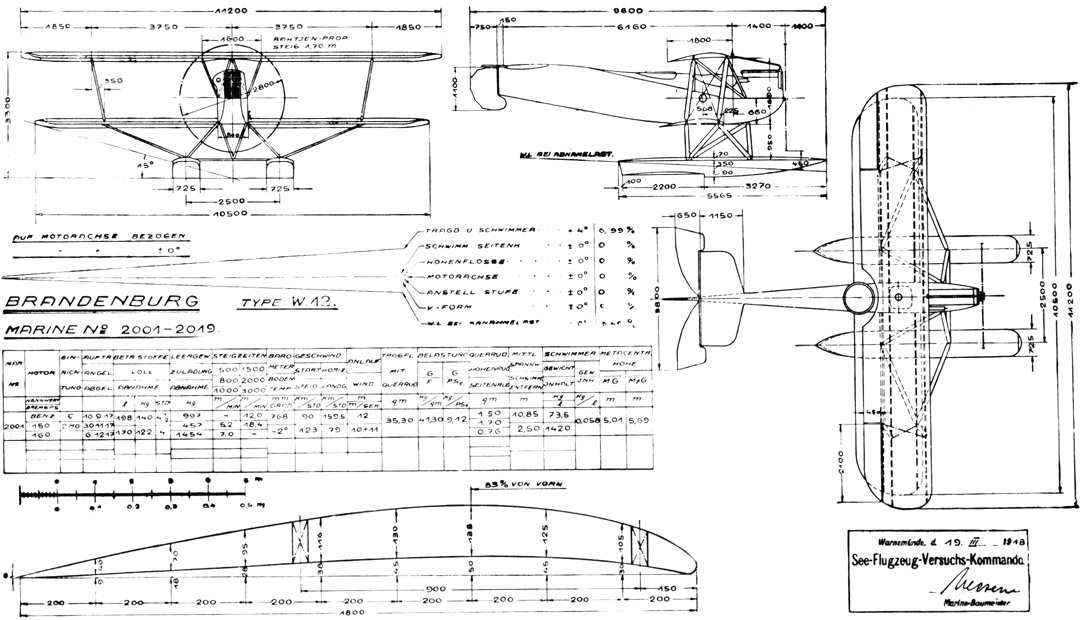
Hansa-Brandenburg W.12

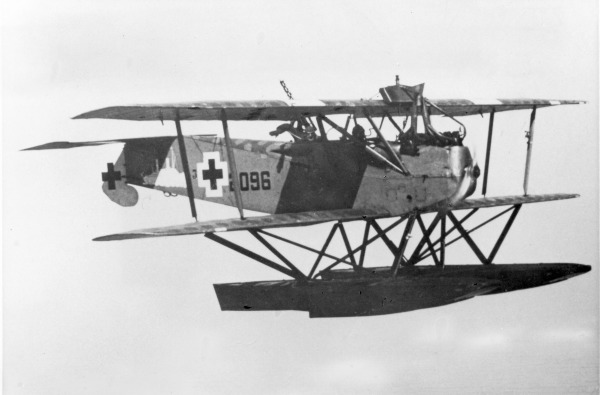
W.12

Údaje dle

### Technické údaje
- Rozpětí: 11,20 m,
- Délka: 9,60 m
- Výška: 3,30 m
- Nosná plocha: 35,30 m²
- Hmotnost prázdného letounu: 997 kg
- Vzletová hmotnost: 1454 kg

### Výkony
- Maximální rychlost: 160 km/h
- Výstup:
  - do 1000 m: 7 min
  - do 2000 m: 18 min 54 s
- Dostup: 5000 m
- Vytrvalost: 3,5 hod.

### Výzbroj
- 1x synchronizovaný kulomet Spandau lMG 08/15 ráže 7,92 mm
- 1x pohyblivý kulomet Parabellum LMG 14 ráže 7,92 mm